# إليزابيث برايس
إليزابيث برايس (بالإنجليزية: Elizabeth Price)‏ هي لاعبة جمباز فني أمريكية، ولدت في 28 مايو 1996 في بلينفيلد في الولايات المتحدة.

## وصلات خارجية
- إليزابيث برايس على موقع الاتحاد الدولي للجمباز (biography) (الإنجليزية)
- إليزابيث برايس على موقع الاتحاد الأمريكي للجمباز (الإنجليزية)